# アウトバーン 62
アウトバーン 62（ドイツ語: Bundesautobahn 62, BAB 62 または A 62）はドイツの高速道路、アウトバーンの一路線である。
西のザールラント州ノンヴァイラーから東のラインラント＝プファルツ州ピルマゼンスまで79 kmの路線を持つ地方道路である。